# Diamphidia
Diamphidia es un género de coleópteros polífagos africanos de la familia Chrysomelidae, las larvas y las pupas de los cuales tienen un principio tóxico utilizado por los bosquimanos como un veneno para las flechas.

Diamphidia nigro-ornata

El explorador finlandés, Hendrik Jacob Wikar que viajaba en el sur de África en 1773-1779 parece haber sido el primero en informar sobre los "gusanos venenosos" , pero Hans Schinz fue el primer científico en dar una descripción detallada del proceso por el que el veneno era utilizado por los bosquimanos.

## Especies
Las especies del género Diamphidia incluyen:
- Diamphidia nigro-ornata Stål
- Diamphidia femoralis Gerstaecker
- Diamphidia vittatipennis

Los adultos y larvas de Diamphidia nigro-ornata se alimentan de Commiphora angolensis Engler , mientras Diamphidia vittatipennis prefiere Commiphora africana ( A.Rich. ) Engler.

## Ciclo vital
Las hembras adultas de Diamphidia femoralis Gerstaecker y Diamphidia nigro-ornata Stål ponen sus huevos en los tallos de las especies de Commiphora y cubren los huevos con las heces que se endurecen en una cubierta protectora. A medida que los estadios larvales se desarrollan, los pellets de sus propias heces permanecen atados a sus espaldas y traseros. El último estadio arroja esta capa fecal al entrar en el suelo para pupar. El mismo comportamiento se encuentra en Blepharida , un escarabajo pulga y Polyclada, el escarabajo de la hoja de África. Las larvas de Diamphidia hacen sus madrigueras a una profundidad de hasta 1 metro en la arena bajo la planta que las alimentan, donde pueden permanecer en estado latente durante varios años antes de pasar por una fase de pupa muy rápida.

## Parásitos
Diamphidia está infectado por un escarabajo carábido del género Lebistina, cuya larva se adhiere a una larva madura de Diamphidia, aferrándose a ella hasta el Diamphidia ha formado su capullo, que encierra tanto al anfitrión como al parásito, y luego se alimenta de los tejidos blandos de su anfitrión. Las larvas de Lebistina son aún más tóxicas que sus anfitriones y son las preferidas por los cazadores para el veneno de sus flechas.

## Toxina
Diamphotoxin, el principio venenoso en Diamphidia es un muy voluble, es un compuesto de bajo peso molecular que se une a una proteína que lo protege de la inactivación. Ello produce un aumento de la permeabilidad de las membranas celulares, que, mientras que no afectan el flujo iónico normal entre células, permite un fácil acceso a todos los iones pequeños, con lo que fatalmente quebranta los normales niveles iónicos celulares. A pesar de que no tiene ningún efecto neurotóxico, produce un efecto letal hemolítico, y puede reducir los niveles de hemoglobina un 75%, lo que lleva a hemoglobinuria.

## Galería

Diamphidia nigro-ornata larva
Diamphidia nigro-ornata cocoon